# Sanitätswesen
Los Sanitätswesen (Cuerpos médicos) fueron una de las cinco divisiones de los campos de concentración y de exterminio nazis durante el Holocausto. Las otras divisiones fueron: el centro de mando, el departamento administrativo, el departamento de política y el centro de internamiento.

## Trasfondo
Los cuerpos médicos fueron un componente obligatorio del personal del centro de comando en los campos. Dicha subdivisión estuvo subordinada a los jefes médicos de la Inspección (IKL por sus siglas en alemán), el cual a partir de 1937 pasaría a llamarse: "Leitender Arzt". El superior de la ILK fue el responsable de asignar y enviar el personal a los campos de concentración para las evaluaciones mensuales.
A partir de 1942, Enno Lolling, pasaría a ser el "máximo cargo" de las SS-Wirtschafts-Verwaltungshauptamt con sede en Oranienburg. En el momento de iniciar sus funciones, estuvo bajo el mando del Reichsarzt: Ernst-Robert Grawitz.

## Personal médico

### Jefe médico
El "Standortarzt" (médico de la guarnición), jefe médico del campo o "primer médico del campo" dirigía al cuerpo médico. Entre sus funciones estaba la de supervisar al personal y preparar los informes mensuales.

### Médico de las tropas
Fueron encargados del cuidado médico de los guardas de las SS y de sus familiares.

### Médicos de los campos

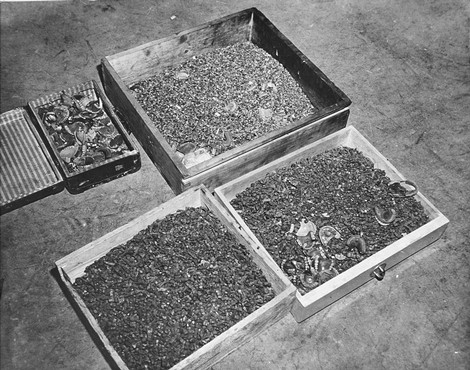
Cajas llenas de piezas doradas y dentaduras extraídas a los prisioneros de Buchenwald recuperadas por las tropas estadounidenses tras la liberación del campo

El resto de los médicos fueron divididos en diferentes áreas (campos femeninos y masculinos) de acuerdo con el deber asignado. El cuidado sanitario de los prisioneros para que estos pudieran realizar sus tareas fue secundario. De máxima importancia eran los aspectos de la higiene para la prevención de enfermedades. Para llevar a cabo la faena, recurrían a otros prisioneros especializados en enfermería y medicina.
De acuerdo con Rudolf Höss, comandante en jefe del Campo de Concentración de Auschwitz, sus obligaciones fueron:
1. Estar presentes ante la llegada de nuevos prisioneros judíos y dirigirlos al punto de selección para valorar a aquellos en condiciones de trabajar
2. Estar presentes en las cámaras de gas y observar el procedimiento de ejecución, el cual, una vez concluido debían asegurarse de que todos hubieron fallecido.
3. Antes de incinerar los cuerpos, los "dentistas" del sonderkommando debían supervisar las bocas y extraer (en caso de que hubiesen) las piezas de oro. Posteriormente debían supervisar la fundición del material más adelante.[2]
4. Aquellos judíos incapacitados para el trabajo eran enviados a la muerte. En caso de que alguien no pudiera levantarse de la cama, era ejecutado mediante inyección.
5. Llevar a cabo ejecuciones en cubierta de prisioneros sanos arrestados por el Departamento de Política a causa de la ideología. Estos eran ejecutados por inyección y los médicos debían certificar el deceso por "causas naturales".
6. Asistencia a las ejecuciones judiciales para certificar el fallecimiento.
7. Asistencia a los castigos corporales de los prisioneros para determinar su valía.
8. Realizar abortos en mujeres no alemanas a partir del quinto mes de embarazo.

Por otra parte, los médicos tenían la oportunidad de realizar "investigaciones médicas". Para ello recurrían a prisioneros vivos o ejecutados a conveniencia. Algunas instituciones como la Sociedad Kaiser Wilhelm mantuvieron vínculos con la administración nazi.

### Médicos de las SS
Médicos auxiliares que ejercían de enfermeros, sin embargo su formación médica era nula o escasa, por lo que solo poseían conocimientos muy limitados sobre medicina.
En ocasiones, también habían farmacéuticos de las SS.

### Enfermeros reclusos
Los prisioneros que tenían experiencia y formación médica se encargaban del tratamiento y los cuidados de sus compañeros reclusos.
Con frecuencia realizaban labores médicas "ilegales", desobedeciendo órdenes directas de las SS.

## Después de 1945
Aunque la mayoría de ellos fueron juzgados en Núremberg y posteriormente condenados a muerte, otros tantos progresaron en sus carreras después de la II Guerra Mundial. Por ejemplo, Hermann Voss fue un prominente anatomista en Alemania Oriental; Eugen Wannenmacher fue profesor en la Universidad de Münster (Alemania Occidental) y Otmar Freiherr von Verschuer, quien fuera mentor de Josef Mengele pudo continuar con su profesión.
Si bien algunos ignoraron el pasado nazi de tales médicos, otros tantos se vieron forzados a utilizar identidades falsas para seguir trabajando. Algunos de sus experimentos realizados han sido citados en varios medios médicos aunque sin especificar la fuente.